# Борис Коломановић
Борис Коломановић (мађарски: Borisz, грчки: Βορίσης Καλαμάνος, руски: Борис Коломанович; 1114 - 1153. или 1154) је био претендент на угарски престо средином 12. века. Био је син Еуфемије Кијевске, друге супруге угарског краља Коломана. Након што је Еуфемија ухваћена у превари, Коломан ју је трудну истерао из Угарске. Борис је рођен у Кијевској Русији, где је одрастао као Коломанов незаконити син. Покушавао је да се домогне угарског престола у време владавине Коломанових наследника Беле II и Гезе II.

## Биографија

### Младост
Борис је био син Еуфемије Кијевске, ћерке Владимира II Мономаха, кијевског великог кнеза. Еуфемија се 1112. године удала за угарског краља Коломана. Међутим, према Илустрованој хроници, Еуфемија је преварила мужа. Када је Коломан то открио, отерао ју је из Угарске. Еуфемија бежи у своју домовину где око 1114. године рађа Бориса. Име је добио по Светом Борису, једном од првих канонизованих кнезова из династије Рјурик. Коломан га никада није признао за сина. Одрастао је на двору свога деде, Владимира Мономаха, у Кијеву.
Према Илустрованој хроници, група мађарских великаша изабрала је за владаре "грофове Бориса и Ивана", када се Коломанов наследник Стефан II разболио (1128). Међутим, Стефан II, који је напослетку оздравио, наредио је смакнуће Ивана и протеривање Бориса из земље. Борис бежи у Византију. Поједини историчари сматрају да је овај Борис у ствари незаконити Коломанов син, али теорија није општеприхваћена у науци. Стефан је умро 1. марта 1131. године, а наследио га је рођак Бела, прозван Слепи. Бела је био син ослепљеног Коломановог брата Алмоша (Константина). На скупштини у Араду је нова краљица, Јелена (ћерка рашког жупана Уроша), наредила погубљење 68 виновника ослепљења Беле, некадашњих сарадника краља Коломана.

### Први покушај да заузме угарски престо
Након смрти Стефана II, Борис је сматрао да полаже право на престо свога оца. Према Отону Фрајзиншком, он одлази у Византију. Јован Кинам сведочи да га је Јован II Комнин оженио својом рођаком. Међутим, цар није хтео да му пружи војну помоћ па је Борис, по Отону Фрајзиншком, отишао у Пољску. Болеслав III је био спреман да помогне Борису, јер је хтео савезника против Светог римског царства. Борису су се придружиле и присталице које су избегле из Угарске, као и трупе Кијевске Русије. Уједињена војска напала је Угарску на лето 1332. године. Против њих је Бела Слепи ратовао у савезу са Леополдом III од Аустрије. Мађарско племство верно Бели погубило је све великаше који нису отворено одбили Борисове претензије на престо. У бици која је уследила, уједињена угарско-аустријска војска је на обалама реке Шајо поразила војску Бориса и његових савезника. Борис је тешко поражен, те током Белине владавине више није покушавао да се домогне угарског престола. Његов савезник Болеслав III склопио је мир са Белом тек августа 1335. године.

### Други покушај
Борис је побегао код Конрада III у Немачку, позван од стране Конрадовог зета Владислава II од Чешке, крајем 1145. године. Он се, према Отону Фрајзиншком, жалио Конраду молећи га да му помогне да поврати угарски престо. Владислав II и његова супруга, Гертруда Бабенберг, подржавали су Бориса и наговорили Конрада да му дозволи да регрутује плаћенике у Аустрији и Баварској.
Борисови плаћеници упадају у Угарску и заузимају Пресбург (данашња Братислава у Словачкој), априла 1146. године. Геза II, Белин син и наследник (1142—1163), је са војском опсео тврђаву у Пресбургу. Геза је отпочео преговоре са Борисовим плаћеницима и подмитио их да предају тврђаву без борбе. У знак одмазде за сарадњу са Борисом, Геза напада Аустрију и наноси пораз војсци Хајнриха Јасмиргота, војводе Баварске, у бици на Фиши 11. септембра 1146. године.

### Трећи покушај
На Божић 1146. године Конрад је изјавио да ће повести крсташки рат у Свету земљу. Борис је одлучио да се придружи крсташкој војсци која је морала проћи кроз Угарску. Међутим, Геза II, који је био упознат са Борисовим планом, је подмитио немачке бароне уверавајући их да одбију Борисову молбу, према Оду из Деја. Борис није одустао од свог плана јер је био обавештен да ће га у Угарској многи прихватити за краља и отказати послушност Гези (Илустрована хроника).
Борисов противник, Геза II, сусрео се са француским краљем Лујем VII који је, на путу ка Светој земљи, пролазио кроз Угарску. Према Мађарској илустрованој хроници, са Лујем је пошао и Борис. Луј VII Борису није одговорио на молбу, те је овај потплатио два француска великаша да му помогну да се тајно придружи француској крсташкој војсци која је у Угарску стила на лето 1147. године. Након што је сазнао да се његов противник крије међу Французима, Геза II је тражио Борисово изручење. Луј VII је, међутим, дао Борису азил одбијајући да га преда Гези, највероватније због тога што је његова супруга била у сродству са византијским царем Манојлом. Ипак, обећао је да ће извести Бориса из земље.

### Последње године
Након свих неуспешних покушаја да се домогне мађарског престола, Борис се настанио у Византијском царству. Борио се 1150. године у Манојловој војсци која је напала Угарску. По наређењу цара Манојла, опленио је долину Тамиша и присилио омању мађарску трупу да се повуче. Борис се повукао из Угарске када се са војском појавио краљ Геза. Борис је умро 1153. или 1154. године. Отон Фрајзиншки је рекао да је Борис "убијен стрелом од стране Кумана", док се борио у византијској војсци у походу на Угарску (пре 1156. године). Никита Хонијат је писао о извесном "Калманосу" који је "тешко рањен изгубио живот" у борби против "Скита" - Печенега и Кумана, који су упали на византијске територије.

## Породица
Борисова супруга је била нећака цара Манојла I Комнина, према Оду од Деја, али њено име и порекло нису познати. Историчар Рајмунд Кербл ју је идентификовао као Ану Дукину, јер се потписала као краљица у повељи од септембра 1157. године. Узела је монашко име Арета након смрти свога мужа. Борис је оженио Ану непосредно пре одласка у Пољску 1131. или 1132. године, јер Отон Фрајзиншки помиње брак пре ових догађаја.
Борисов први син, севаст Константин Коломан, је био византијски намесник Киликије између 1163. и 1175. године. Историчар Мек идентификује Стефана, рођака свргнутог Стефана IV (по Кинаму) као Борисовог млађег сина. Ни Константин ни Стефан нису покушавали да се домогну угарског престола.